# Ion Poia
Ion Poia (n. 7 ianuarie 1984, Ungheni, RSS Moldovenească, URSS) este un antreprenor din Republica Moldova, deputat în legislatura 2021-2025 a Parlamentului Republicii Moldova, reprezentant al Partidului Acțiune și Solidaritate (PAS).

## Biografie
Originar din Ungheni, Ion Poia are diplomă de licență în contabilitate și audit la Universitatea Liberă Internațională din Moldova. În 2003 a fost angajat la Ministerul Afacerilor Interne în calitate de instructor de sport. În 2005, a emigrat în Irlanda, unde a lucrat în construcție. A revenit în 2008 și a lansat mai multe afaceri. La preluarea mandatului de deputat în ianuarie 2024, el era beneficiarul efectiv a patru companii din Republica Moldova.

### Activitate politică
În perioada 2019-2023, Poia a fost consilier municipal al orașului Ungheni și consilier raional al raionului Ungheni. Din 2022 este vicepreședinte al organizației teritoriale PAS din Ungheni. 
A candidat cu numărul 79 pe lista Partidului Acțiune și Solidaritate la alegerile parlamentare din 2021. PAS a obținut 63 de mandate, astfel încât Poia nu a acces imediat în Parlament, ci mai târziu, în ianuarie 2024, înlocuindu-l pe colegul său de partid Gheorghe Agheorghiesei⁠(d). 